# Gulu (distrikt)
Gulu är ett distrikt i norra Uganda, som fått sitt namn efter dess största stad, Gulu. Distriktet ligger 274 km norr om huvudstaden Kampala  och består av kommunerna Achwa och Omoro.

## Översikt
Distriktet bildar tillsammans med distrikten Amuru, Pader, Lamwo och Kitgum det som anses vara acholifolkets historiska hemland, Acholiland. Historiskt sett har distriktet ansetts som det viktigaste och mest inflytelserika av de norra distrikten. Över 90% av befolkningen är jordbrukare.

## Demografi
Distriktet har utstått mycket våldsamheter på grund av  Herrens motståndsarmé (LRA) och var födelseplatsen för både Alice Auma och Joseph Kony. En stor del av befolkningen har tvångsförflyttats, mestadels till läger runt städer och handelscentrum. För att undvika bortrövande flydde uppemot 15 000 barn varje natt till staden Gulu i hopp om säkerhet. Sedan vapenvilan i slutet av 2006 har denna siffra drastiskt minskat.
Sedan april 2009, då lägren stängdes, har de flesta människor kunnat återvända till sina hem.

## Befolkning
Befolkningen i distriktet uppskattades 2002 till 479 496.
Gulu är födelseplats för poeten Okot p'Bitek.

## Utbildning
I staden Gulu finns Gulu-universitetet, som erbjuder ett brett utbud av program med allt från jordbruk till medicin och konfliktlösning. Gulu-universitet är det enda offentliga universitetet i norra Uganda, och Gulu University School of Medicine är en av fyra ackrediterade medicinska skolor i Uganda. 